# Municipio de Peabody (Kansas)
El municipio de Peabody (en inglés: Peabody Township) es un municipio ubicado en el condado de Marion en el estado estadounidense de Kansas. En el año 2010 tenía una población de 1382 habitantes y una densidad poblacional de 14,66 personas por km².

## Geografía
El municipio de Peabody se encuentra ubicado en las coordenadas 38°7′26″N 97°5′21″O / 38.12389, -97.08917. Según la Oficina del Censo de los Estados Unidos, el municipio tiene una superficie total de 94.27 km², de la cual 94.04 km² corresponden a tierra firme y (0.24%) 0.23 km² es agua.

## Demografía
Según el censo de 2010, había 1382 personas residiendo en el municipio de Peabody. La densidad de población era de 14,66 hab./km². De los 1382 habitantes, el municipio de Peabody estaba compuesto por el 93.49% blancos, el 1.52% eran afroamericanos, el 1.23% eran amerindios, el 0.22% eran asiáticos, el 0.07% eran isleños del Pacífico, el 0.72% eran de otras razas y el 2.75% pertenecían a dos o más razas. Del total de la población el 3.11% eran hispanos o latinos de cualquier raza.